# Mler Ife Dada
Os Mler Ife Dada foram uma banda portuguesa, formada em 1984, em Cascais, que venceu a primeira edição do concurso de Música Moderna organizado pelo clube lisboeta Rock Rendez Vous.  

## História

### Fase inicial
A génese dos Mler ife Dada tem origem em duas sessões de improvisação com Nuno Canavarro nos teclados, Nuno Rebelo no baixo e Pedro D'Orey na voz e textos. Destas sessões nascem os temas "Zimpó" e "Nu Ar".  E é da primeira estrofe desta última canção que surge o nome da banda:
"Mler ife Dada dir-lhe-á, irei vida jovem em oi-ya, virá rádio nova em céu azul, amar, zunir, pintar um vai-vem (…)"
Pouco tempo depois, Canavarro vai para a Holanda estudar sonologia. Nuno Rebelo e Pedro d'Orey decidem dar continuidade ao projecto, convidando Kim (Joaquim Pais de Oliveira) como guitarrista e Augusto França como teclista. Com esta formação, concorrem e vencem o Primeiro Concurso de Música Moderna do Rock Rendez-Vous, cujo prémio foi a gravação - já sem Augusto França - do maxi-single Zimpó, para a editora Dansa do Som. O disco produzido por Nuno Canavarro contém os temas "Zimpó" no lado A e "Stretch my face" e Springswing" no lado B.
Logo após a gravação do disco, Pedro D'Orey deixa os Mler ife Dada e vai viver para o Brasil (onde integrará o grupo Metrô sob o pseudónimo Pedro Parq). 
Em 1985, Filipe Meireles torna-se temporariamente o cantor dos Mler ife Dada, mas, a meio do ano, tanto ele como Kim deixam o grupo. 

### Ama Romanta e Coisas que Fascinam
Ainda em 1985, Nuno Rebelo convida Anabela Duarte para cantora, José Garcia para guitarrista e António Garcia para baterista, mantendo-se Nuno Rebelo no baixo. Esta nova formação estreia-se em concerto na I Bienal de Jovens Criadores do Mediterrâneo, em Barcelona, em finais de 1985.
Em 1986 gravam o tema "L'amour va bien, merci" para o duplo-álbum compilação "Divergências", que marca a estreia da editora Ama Romanta. Meses mais tarde, esta editora lança um single dos Mler ife Dada, com "L'amour va bien, merci" e "Ele e ela… e eu". Este disco é gravado num estúdio de 8 pistas e tem produção de Nuno Rebelo.
José Pedro Lorena entra para o grupo em 1986 onde toca clarinete-baixo, saxofone e teclados. Assinam contrato com a editora PolyGram (actualmente Universal Music Group) que edita o álbum "Coisas que fascinam", produzido por Nuno Rebelo. Este disco contém as canções:
1. Zuvi Zeva Novi !
2. Passerelle
3. A Elsa disse
4. À sombra desta pirâmide
5. Valete (de copas)
6. Siô Djuzé
7. Desastre de automóvel em varão de escadas
8. Festa da cerveja
9. Sinto em mim
10. Pandra-bomba
11. Oito doces
12. Alfama
13. Ça me fascine

O concerto de lançamento deste álbum ocorreu no Teatro Rivoli, no Porto. Seguiram-se concertos por todo  o pais e alguns concertos no estrangeiro: Cáceres (Espanha), Cannes (França) e ainda várias actuações no âmbito da IV Bienal de Jovens Criadores do Mediterrâneo (Bolonha, Itália, 1988).

### Espírito Invisível, saída de Anabela Duarte
No ano de 1988 dá-se a saída dos irmãos José Garcia e António Garcia que deixam o grupo. Anabela Duarte, Nuno Rebelo e Zé Pedro Lorena gravam o maxi-single "Coração Anti-bomba", com "Outro dia" no lado B. Kim (o guitarrista da fase inicial dos Mler ife Dada) participa neste disco como guitarrista convidado e Bruno Pedroso como baterista. Bruno acabará por vir a integrar a nova formação do grupo, para o qual entra também José António Aguiar para o baixo, passando Nuno Rebelo a ser o guitarrista. Com esta formação editam em 1989 o seu segundo álbum, "Espirito Invisível", contando ainda com a participação especial de Rafael Toral. Este albúm, produzido por Nuno Rebelo, contém os seguintes temas:
1. Choro do vento e das nuvens
2. Dance music
3. Outro tipo de música
4. Erro de cálculo
5. O último mergulho
6. Libertária
7. À chuva
8. Música do homem que anda (walkman music)
9. Fake jazzmen
10. Yuppie-au!
11. Loosin Yelav
12. O feiticeiro de Oz e a bruxa má do oeste
13. A escada
14. Xwe xwe
15. Pequena Fábula

Efetuam vários concertos por Portugal e um concerto no Café de la Danse, em Paris. No ano seguinte verifica-se a saída de Anabela Duarte. É substituída por Sofia Amendoeira. Rapidamente é editado um EP com quatro temas do álbum "Espírito Invisível", cantados pela nova cantora. Mas a banda acaba por ressentir-se da ausência da cantora anterior. Paralelamente, Nuno Rebelo vai tendo cada vez mais solicitações para compor música para filmes, teatro e bailados, desenvolvendo um crescente interesse pelas tendências mais vanguardistas da música, o que o leva a decretar o fim dos Mler ife Dada após o último concerto com Sofia Amendoeira, na Bienal dos Jovens Artistas do Mediterrâneo, em Sidi Fredj, na Argélia, em 1990.

### Regressos esporádicos
Em 2003, a Universal Music Portugal decide fazer um CD compilação dos Mler ife Dada, "Pequena Fábula", reunindo Anabela Duarte e Nuno Rebelo. Este CD tem como novidades uma versão acústica de "Zuvi Zeva Novi", intitulada "Novo Zuvi Zeva Novi", gravada em 2003 para o efeito. E ainda uma nova versão de "L'amour va bien, merci", intitulada "L'amour va toujours bien, merci".        
Em 2014 acontece a reunião dos Mler ife Dada fazem um concerto único comemorativo dos 30 anos da banda, no Centro Cultural de Belém, Lisboa, intitulado "Pintar um vai-vem". Neste concerto Anabela Duarte e Nuno Rebelo foram acompanhados por Filipe Valentim nos teclados, Tiago Maia no baixo, Samuel Palitos na bateria, e ainda um trio de sopros e um trio de cordas.

## Colaboração com artistas plásticos
Desde a sua génese tiveram a colaboração de artistas plásticos para a cenografia dos espetáculos e criação das capas dos discos. Logo no primeiro concerto, no concurso do Rock Rendez-Vous, apresentaram-se com um visual à base de pinturas fluorescentes criado por Sérgio Rebelo e Luís Homem de Mello. A partir da entrada de Anabela Duarte as cenografias e capas de discos ficaram a cargo de Mateus Lorena e Sérgio Rebelo. Anabela Duarte foi vestida por Rita Filipe, Ana Salazar e Lidija Kolovrat. Fotógrafos como Daniel Blaufuks, Pedro Cláudio, João Silveira Ramos e Cathrin Loerke foram responsáveis pelas fotos promocionais.

## Discografia
Gravaram os discos: 
- Zimpó [EP] (1985)
- "L’amour va bien, merci" [single] (1986)
- Coisas Que Fascinam [LP] (1987)
- "Coração Anti-Bomba" [single] (1988)
- Espírito Invisível [LP] (1989)
- Música do Homem que Anda [EP] (1990)
- Pequena Fábula 1984-1989 [LP] (Compilação)